# Grijze zeehond
De grijze zeehond of kegelrob (Halichoerus grypus) is een zeeroofdier uit de familie van de zeehonden (Phocidae). Het is na de gewone zeehond de meest algemene zeehond in de Nederlandse wateren. De dieren zijn van andere zeehonden te onderscheiden door hun rechte snuit. De soortaanduiding grypus betekent dan ook "haakneus". Grijze zeehonden zijn over het algemeen ook een stuk groter dan gewone zeehonden, en de grootste soort uit de onderfamilie Phocidae. Het is de enige soort uit het geslacht Halichoerus, wat letterlijk "zeezwijn" betekent.

## Beschrijving
De snuit loopt in een rechte lijn met het voorhoofd. Die van het mannetje is veel langer en breder dan die van het vrouwtje. De kleur varieert van grijs tot donkerbruin tot zwart, maar grijs is de overheersende kleur. Vrouwtjes zijn meestal lichter van kleur dan mannetjes. Mannetjes zijn over het algemeen donkergrijs met lichtere vlekken, vrouwtjes zijn meestal lichter grijs met donkere vlekken. Verder is het mannetje steviger gebouwd en heeft een grotere, bredere kop. Ook heeft hij drie à vier duidelijk zichtbare rimpels rond de nek. De neusgaten zijn duidelijk gescheiden, in tegenstelling tot de gewone zeehond.
De grijze zeehond wordt 165 tot 330 centimeter lang en 105 tot 350 kilogram zwaar. Vrouwtjes zijn een stuk kleiner dan mannetjes. Mannetjes worden 195 tot 330 centimeter lang en gemiddeld 170 tot 350 kilogram zwaar, vrouwtjes slechts 165 tot 250 centimeter lang en 105 tot 220 kilogram zwaar. Dankzij een dikke speklaag is de grijze zeehond goed beschermd tegen het koude zeewater.

## Gedrag
De grijze zeehond rust bij eb en bij zonsopgang op rotsen en op zandbanken die bij eb droogvallen.

### Voedsel
Grijze zeehonden eten voornamelijk vis als zalm, kabeljauw, schelvis, koolvis, zandspiering en platvissen, en schaal- en weekdieren. Ze eten soms inktvis en een enkele keer zelfs vogels, bruinvissen en andere zeehonden. Een deel van de strandingen van bruinvissen op de Noordzeestranden, is toe te schrijven aan dodelijke aanvallen van grijze zeehonden. Gemiddeld eet een grijze zeehond 5,7 kilogram per dag, maar de dieren kunnen langere tijd zonder voedsel.
De grijze zeehond heeft een goed ontwikkeld zicht- en reukvermogen, waarmee ze hun prooidieren opsporen. Het dier kan tijdens het jagen tochten maken van wel honderd kilometer. Ze duiken meestal tot op een diepte van 25 meter, maar er zijn ook duiken waargenomen van wel 100 meter diep.

### Voortplanting
De werptijd verschilt per regio. De grijze zeehonden van de Noordoostelijke Atlantische Oceaan werpen tussen september en december, met een geboortepiek in oktober. De zeehonden in de Noordwestelijke Atlantische Oceaan werpen voornamelijk in januari of februari. De paartijd volgt ongeveer drie weken na de werptijd.
In de paartijd vasten de dieren. Een mannetje eet dan zes weken lang niets. De dieren trekken naar vaste voortplantingsgebieden. Vrouwtjes zijn trouw aan hun voortplantingsgebied en keren ieder jaar terug naar dezelfde plek. Hier verzamelen de vrouwtjes zich in kolonies, die kunnen bestaan uit vijftig tot wel zeventigduizend vrouwtjes. Mannetjes houden een harem bij van vrouwtjes die (bijna) in oestrus zijn. Op land verdedigen de mannetjes hun harem tegen andere mannetjes. Als een vrouwtje in oestrus is, zal het mannetje haar geregeld dekken of aandacht schenken. Zo voorkomt hij dat andere mannetjes de kans krijgen om met het vrouwtje te paren. De paring vindt zowel op het land als in het water plaats, en duurt 15 tot 45 minuten. Dominante mannetjes hebben meestal het alleenrecht op paren, en kunnen andere mannetjes beletten te paren of zelfs uit de kolonie verjagen.
De totale draagtijd is 11,5 maand. De eigenlijke draagtijd duurt echter 8,5 maand, maar de embryo komt de eerste twaalf weken niet tot ontwikkeling (verlengde draagtijd).
Per worp krijgt het vrouwtje één jong. Jongen worden in de kolonie geboren. Deze kan zich bevinden op afgelegen stranden, onbewoonde eilanden, op het pakijs van Noordoostelijke gebieden zoals de kust van Groenland en in grotten boven de vloedlijn. Vrouwtjes met jongen zijn zeer agressief tegen andere zeehonden. Vrouwtjes zonder jongen sluiten zich ook aan bij deze kolonies.
Bij de geboorte is het jong 90 tot 105 centimeter lang en 11 tot 20 (gemiddeld 14,5) kilogram zwaar. Het heeft bij de geboorte een wollige witte tot lichtgrijze vacht. Deze verliest hij na 2 tot 3 weken. Het vrouwtje zoogt het jong om de vijf à zes uur. Door de vette melk komt het jong per dag 1,5 tot bijna 2 kilogram aan. De totale zoogtijd duurt 16 tot 21 dagen, waarna de moeder het jong verlaat. Pas als de jongen 30 tot 35 dagen oud zijn, gaan ze zelf naar voedsel zoeken.
Vrouwtjes zijn na 4 tot 5 jaar geslachtsrijp, mannetjes na 6 jaar. Mannetjes zullen echter meestal pas voor het eerst paren als ze 8 tot 10 jaar oud zijn. Mannetjes worden maximaal 30 jaar oud, vrouwtjes meer dan 45 jaar.

## Verspreiding en leefgebied
Grijze zeehonden leven langs de kusten in gematigde en koudere delen van de Noordelijke Atlantische Oceaan. Ze komen voornamelijk rond Newfoundland, Zuid-Groenland, IJsland, Noorwegen, de Britse Eilanden, Bretagne en de Oostzee. Ook aan de Belgische en Nederlandse kust en in de Waddenzee komen ze voor. Het dier leeft graag op rotskusten en bij zeekliffen. Ook worden ze waargenomen op zandbanken, in riviermondingen en op zandstranden.

### In Nederland
In Nederland is de grijze zeehond minder talrijk dan de gewone zeehond. Sinds de jaren 1980 komt in de Waddenzee weer een populatie voor op de Richel, een zandplaat tussen Vlieland en Terschelling. Daar leefden in 2004 ongeveer 1100 dieren. In de de Zeeuwse wateren, waaronder de Voordelta, de Oosterschelde, de monding van de Westerschelde en het Grevelingenmeer bevonden zich in 2013 circa 900 grijze zeehonden.

## Relatie met de mens
De grijze zeehond eet voor een belangrijk gedeelte commercieel interessante vissoorten als zalm en kabeljauw. Ook richten ze schade aan aan visnetten. Ze zijn daarom niet geliefd bij vissers, en in veel landen wordt er op de grijze zeehond gejaagd. De populaties in de Oostzee en het Kattegat zijn bedreigd.